# Ilija Lupulesku

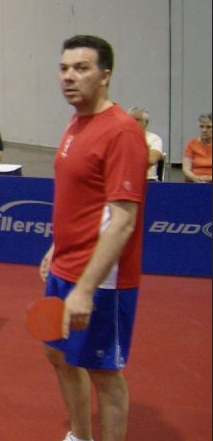
Ilija Lupulesku

Ilija Lupulesku (Uzdin, 30 de outubro de 1967) é um mesa-tenista sérvio-estadunidense.

## Carreira
Ilija Lupulesku representou a Iugoslávia até 1991, e seu país a Sérvia nos Jogos Olímpicos de 1992 até 2004, na qual a última participação foi representando os EUA. Lupulesku conquistou a medalha de prata em duplas em 1988. 